# Comédia televisiva
A comédia televisiva é uma categoria de radiodifusão que está presente desde os primórdios da mídia de entretenimento. Embora existam vários gêneros de comédia, alguns dos primeiros exibidos foram programas de variedades. Um dos primeiros programas de televisão dos Estados Unidos foi o programa de comédia de variedades Texaco Star Theatre, que teve maior destaque nos anos em que apresentou Milton Berle - de 1948 a 1956. A gama da comédia televisiva tornou-se mais ampla, com o acréscimo de sitcoms, comédia improvisada e comédia stand-up, ao mesmo tempo que acrescentou aspectos cômicos a outros gêneros da televisão, incluindo drama e notícias. A comédia televisiva oferece oportunidades para que os telespectadores relacionem o conteúdo desses programas à sociedade. Alguns membros do público podem ter visões semelhantes sobre certos aspectos cômicos dos programas, enquanto outros têm perspectivas diferentes. Isso também se relaciona ao desenvolvimento de novas normas sociais, às vezes agindo como o meio que introduz essas transições.

## Gênereos
- Sitcom
- Comédia improvisada
- Comédia noticiosa
- Comédia stand-up
- Game show
- Comédia dramática
- Esquete
- Desenho animado